# Mariti (film)
Mariti (Husbands) è un film del 1970 diretto da John Cassavetes.
La versione italiana è stata drasticamente tagliata dai distributori che l'hanno ridotta a 95 minuti rispetto a quella originale di 154 minuti e a quella americana di 138 minuti. Pare che Cassavetes dovette tagliare quasi 90 minuti per rispettare il contratto con la produzione.

## Trama
Tre amici di mezza età, Archie, Gus e Harry, dopo il funerale del loro miglior amico Stuart, traumatizzati dall'irrompere della morte nella loro vita, passano due giorni bighellonando per New York e ubriacandosi. Dopodiché Harry va a casa, litiga con la moglie e decide di andarsene a Londra. I due amici lo accompagnano e a Londra i tre cercano di divertirsi procurandosi tre donne in un casinò, che portano con loro in albergo, ma senza ricavarne soddisfazione. Infine, Gus e Archie tornano a New York, lasciando a Londra Harry.

## Critica
"(...) può essere letto come un'escursione buffonesca nel marasma metropolitano, ma anche come una rivisitazione assai adulta e tutta americana dell'Ulisse di Joyce, puntualmente rimodulato nei suoi 4 momenti topici: il funerale, il pub, il bordello e il rientro a casa"
« [...] Uno spaccato acuto e sincero della classe media americana... Grande gioco di attori.»